# Rusia y la Iglesia Universal

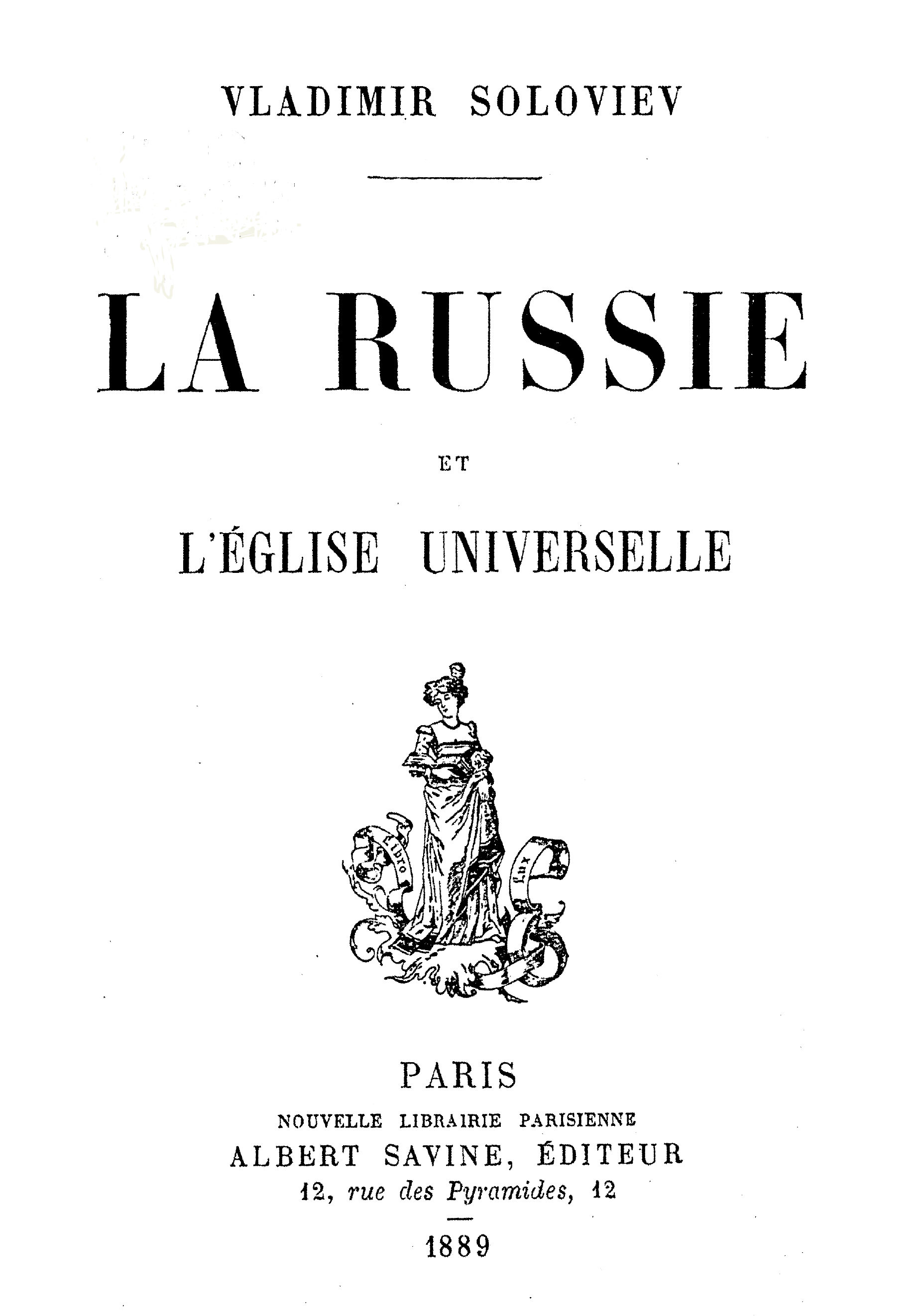
Portada de Rusia y la Iglesia Universal, París, 1889.

Rusia y la Iglesia Universal es un ensayo filosófico escrito por Vladímir Serguéyevich Soloviov (en ruso: Владимир Сергеевич Соловьёв)?, cuyo nombre también se transcribe como Vladímir Soloviev (transcripción que él mismo empleó en sus trabajos y correspondencia escritos en francés o inglés), o Vladimiro Solovief, (Moscú, 16 de enero de 1853 - íd., 31 de julio de 1900), filósofo y teólogo ruso que se desempeñó también como poeta, escritor y crítico literario.
Soloviev escribió el texto en francés. El libro fue publicado por primera vez en París, Francia en 1889, con el título La Russie et l'Eglise Universelle.

## Contenido
Se trata de un ensayo en el que se combinan nociones de historia de la Iglesia y postulados filosóficos y teológicos del propio autor. La obra se divide en tres partes, que Soloviev llama 'libros'.
El libro primero se titula "Estado religioso de Rusia y del Oriente cristiano"; el segundo, "La monarquía eclesiástica fundada por Jesucristo"; y el tercero, "El principio trinitario y su aplicación social".
En el libro primero (al que el autor se refiere como "parte crítica y polémica", Soloviev analiza las causas de la separación de la Iglesia cristiana de Oriente de la Iglesia cristiana de Occidente, y plantea lo que a su entender le falta a Rusia para cumplir su función teocrática; en el libro segundo, expone las bases de la unidad universal fundada por Jesucristo (la monarquía eclesiástica) y los fundamentos de la legitimidad del primado de Pedro y del papado; en el libro tercero, aborda el estudio de la Trinidad y propone una aplicación social.

## Antecedentes e historia del texto publicado
Apartado de las controversias entre eslavófilos ‒con quienes había simpatizado en su juventud‒ y occidentalistas, Soloviev comenzó a madurar la idea de la unión de las Iglesias de Oriente y de Occidente, uno de los principales temas de Rusia y la Iglesia Universal. En un comentario a este texto y semblanza de su autor, Alfredo Sáenz señala que “[Soloviev] reconoce que Occidente ha desplegado una intensa actividad en todos los campos de la cultura, pero con una orientación cada vez más secularizada, en creciente alejamiento del principio divino, por lo que la civilización occidental parece estar en disolución, camino a la catástrofe. El Oriente, en cambio, ha privilegiado el principio divino, la pureza de la fe permanece en vigor, pero puede tornarse estéril si no logra impregnar el orden temporal, especialmente en el campo de la cultura”.
A partir de 1885, Soloviev encontró un amigo y protector en el obispo croata de Đakovo, Josip Juraj Strossmayer, propulsor de la unión de la Iglesia ortodoxa con la Iglesia católica. Siendo huésped suyo en Zagreb, Soloviev elaboró un memorándum en francés en el cual explicaba cómo podría llevarse a cabo concretamente la unión entre Rusia y Roma. Se imprimieron diez ejemplares: uno para el papa León XIII, otro para el cardenal Jacobini −secretario de Estado−, el tercero, para Monseñor Vannutelli −Nuncio de la Santa Sede en Viena−, tres ejemplares para libre disposición de Monseñor Strossmayer, y los cuatro últimos, para Soloviev. Ese escrito fue enviado por Monseñor Strossmayer a León XIII, y fue muy bien acogido por él, como consta en el epistolario del propio Soloviev, y señala su sobrino Serguéi Mijáilovich Soloviev en su libro biográfico Vida y evolución de la obra de Vladimir Soloviev. Pero aunque el papa vio con buenos ojos la propuesta de Soloviev, consideraba que su realización requeriría prácticamente un milagro, según lo expresa el cardenal Rampolla en una carta fechada el 23 de julio de 1886.
En 1888, Soloviev publicó L’ idée Russe (La idea rusa), en París, Francia, ante la imposibilidad de hacerlo en su país debido a la desaprobación del Santo Sínodo de la Iglesia Ortodoxa rusa y a la censura imperial. De acuerdo al epistolario de Soloviev, él tenía previsto que el texto de La idea rusa fuera el prefacio para el libro Rusia y la Iglesia Universal, aunque finalmente el mencionado texto fue publicado aparte, como opúsculo. El texto de La idea rusa fue presentado en una conferencia que Soloviev leyó en París, en los salones de la princesa de Sayn-Wittgenstein (nacida Bariatynski), el 25 de mayo de 1888.
Como el mismo Soloviev lo refiere en la 'Introducción', Rusia y la Iglesia Universal es la versión abreviada de una obra más extensa escrita en ruso, Historia y porvenir de la teocracia (История и будущность теократии), en la que había trabajado alrededor de siete años, cuyo primer volumen se publicó en 1887 en Zagreb (en el texto, 'Agram' de acuerdo a la denominación alemana de Zagreb en tiempos de la casa de Habsburgo), Croacia, ante la imposibilidad de hacerlo en su tierra: pesaba sobre Soloviev la prohibición de escribir sobre temas eclesiásticos de parte del Santo Sínodo de la Iglesia Ortodoxa rusa, y la censura ejercida por el Imperio ruso no aprobó la publicación. Considerando tales circunstancias, decidió abreviar el proyecto original y dirigirlo a un público más extenso. Optó entonces por no completar los dos tomos restantes que tenía previstos, y por publicar, en francés, en lugar de aquel proyecto, el texto de La Russie et l'Eglise Universelle [Rusia y la Iglesia Universal] en un solo volumen. En primera instancia, Soloviev pensaba titular el libro Philosophie de l’histoire universelle, pero luego de diversas consultas que constan en su epistolario resolvió llamarlo La Russie et l'Eglise Universelle, como actualmente se lo conoce.
La Russie et l'Eglise Universelle fue traducido a otros idiomas, entre ellos el ruso. La traducción al ruso, publicada en 1911, fue realizada por Grigory Alekséivich Rachinsky, quien fuera el presidente de la Sociedad religioso-filosófica moscovita en memoria de Vladimir Soloviev entre 1905 y 1918.

## Aportaciones teológicas
En su estudio "Sobre Rusia y la Iglesia Universal", publicado en 1946, entre otros aciertos en el campo especulativo, Osvaldo Lira destaca dos aportaciones principales del texto de Soloviev: la primera "es haber tomado en serio el misterio de la Santísima Trinidad", no solo en cuanto al estudio teológico propuesto, sino más que nada en su aplicación a la vida ordinaria y al orden social.
Para Lira, "la segunda aportación de Soloviev es el haber percibido con pasmosa intensidad la analogía de atribución existente entre Dios y la creatura": Soloviev insiste en la concepción del Ser uni-total, ‒según la cual nada puede existir fuera de Dios‒, y también en la concepción de la Iglesia uni-total y en la trascendencia de la sociedad eclesiástica respecto del poder civil, analizando sus consecuencias prácticas y aplicaciones, con lo cual "[proclama] sin ambajes ni equívocos el carácter integral del poder que le ha sido otorgado a Jesucristo aún en este mundo".

## Apreciación histórica de la obra
Osvaldo Lira reconoce en Soloviev "su vida inmaculada, su virtud heroica, su pasión por la unidad del cuerpo místico de Cristo", y aclara que "es en el orden histórico, y sólo en él, donde es posible dirigirle reproches, porque sus previsiones acerca del porvenir de su patria han resultado enteramente fallidas". Para Lira, "Rusia y la Iglesia Universal deja en último término cierta penosa impresión: la de una síntesis doctrinal magnífica que aún permanece esperando adecuada aplicación". Lira cuestiona a Soloviev lo que considera la tesis central de su filosofía de la Historia: que Rusia "sea la nación destinada por la Providencia para asumir, en definitiva conjugación con la Iglesia [Romana], la misión de cabeza temporal de la cristiandad", idea fundamentada en el carácter profundamente monárquico del pueblo ruso, unido a ciertos hechos proféticos de su pasado, así como en la masa compacta y enorme de su imperio, que si bien Soloviev contrasta con el vacío y pobreza de su existencia en su tiempo, opone a la gran fuerza latente de su espíritu nacional. En su reseña ‒publicada en 1946‒ , Lira considera errados los vaticinios históricos de Soloviev sobre Rusia, ya que lejos de haberse manifestado como cabeza temporal de la cristiandad, pocos años después de la publicación de Rusia y la Iglesia Universal, se encontraba bajo un régimen comunista; y señala precisamente a la negación radical de la trascendencia como causa del materialismo y de todas sus consecuencias en el régimen soviético.
Por su parte, Alfredo Sáenz se refiere al rol histórico y político que Soloviev confiere al Imperio ruso, sin avanzar en proyecciones sobre el futuro político de Rusia y sin aludir a circunstancias históricas del siglo XX: "Al hablar de unión [Soloviev] no entendía sacrificar ni la grandeza del Imperio ruso, ni su soberanía nacional, ni la autoridad del Zar, ni la belleza y majestad de la liturgia eslava, tantas veces encomiada por los Papas. A sus ojos, la unión con Roma era ante todo un deber, pero también la consideraba como algo beneficioso para Rusia. La universalidad que adquiriría la Iglesia Ortodoxa de Oriente, su independencia religiosa respecto del poder político, acrecentaría la importancia de los pueblos eslavos y del Imperio ruso mismo, con su Zar a la cabeza, ahora ortodoxo y católico".

## Soloviev y la unidad entre las Iglesias de Oriente y de Occidente
En su obra Vladimir Soloviev. El Newman ruso,  Michel d’Herbigny dedica dos capítulos al desarrollo de las ideas de Soloviev respecto de la unión de las Iglesias de Oriente y de Occidente (capítulos IX y X), plasmadas en el proyecto de Historia y porvenir de la teocracia, y luego en La idea rusa y Rusia y la Iglesia Universal, y documenta el proceso con referencias a diversas publicaciones y cartas. En una carta dirigida a Monseñor Strossmayer con fecha 29 de septiembre de 1886, impresa en Agram (Zagreb), con una tirada de pocos ejemplares, Soloviev expresa lo que llamó Algunas consideraciones sobre la reunión de las Iglesias. Se trata de un folleto de catorce páginas, en el cual Soloviev manifiesta, entre otros conceptos, que "como no ha habido (y, según nuestros mejores teólogos, no puede haber) Concilios ecuménicos en Oriente después de la separación de las Iglesias (...) nuestro cisma no existe por nosotros mismos sino de facto, pero de ninguna manera de jure". Asimismo, años antes Soloviev expresaba en una correspondencia con Aleksandr Kiréev: "Esta Iglesia visible cuya unidad es indisoluble, ¿no existiría al mismo tiempo en los católicos y en nosotros? La separación no sería sino aparente; la realidad profunda sería la permanencia de la unidad"; y añadía que la historia y la patrología le probaban que no había [en los católicos] "ninguna novedad dogmática ni ninguna herejía en infallibilitas, inmaculata conceptio, filioque". Tanto la infalibilidad pontificia, la Inmaculada Concepción como el Filioque son estudiados por Soloviev en Rusia y la Iglesia Universal, y su conclusión es que no constituyen un impedimento para la unidad.
Para Soloviev, la restauración de la unidad entre las Iglesias cristianas de Oriente y de Occidente devolvería a la Ortodoxia su carácter católico o universal, e implicaría que esta se reconociera solidaria con la parte del mundo cristiano más activa en el orden temporal. En Rusia y la Iglesia Universal, Soloviev lo ilustra relatando una leyenda en la cual san Nicolás y san Casiano comparten un viaje. Esta leyenda muestra a san Nicolás más activo en el servicio al prójimo, aunque su dedicación implicara que su clámide se enlodara al auxiliar a un necesitado, mientras que san Casiano priorizaba la impecabilidad de su vestimenta. En la leyenda, estos hechos suscitan de parte de san Pedro el encomio para san Nicolás y la reprimenda para san Casiano. Si bien la actitud de san Nicolás figuraría a la Iglesia de Occidente y la de san Casiano figuraría a la de Oriente, Soloviev aclara el alcance de la alegoría y reconoce la valía de los dos santos y de lo que cada uno representa en la leyenda: “San Casiano no tiene necesidad de convertirse en otro hombre ni de descuidar la pureza de su ropaje inmaculado. Debe reconocer solamente que su colega tiene ciertas cualidades importantes que a él le faltan y en lugar de reñir a ese enérgico trabajador, debe aceptarlo francamente como compañero y guía en el viaje terrestre que les queda por hacer”.
Al referirse a las repercusiones de Rusia y la Iglesia Universal, Alfredo Sáenz señala que “la unión de la Iglesia Rusa con la Roma del Papa implicará [...] un enriquecimiento para Rusia. Pero también para la Iglesia en su totalidad. La piedad contemplativa del Oriente se unirá a la religión activa del Occidente, complementándose mutuamente. Ambas acentuaciones tienen sus ventajas y ambas necesitan de correctivos. El Oriente, señala [Soloviev], exalta la contemplación, y ello es bueno; sin embargo, bajo color de contemplación, fácilmente se adormece en una pasividad perezosa y muelle, cubriendo así con esa excusa su indiferencia hacia el prójimo. El Occidente, por su parte, exalta la acción, y ello es también bueno; con todo, fácilmente se deja llevar por el activismo y la eficacia. Refiriéndose especialmente a la Iglesia de Oriente, Soloviev la considera sumida en una suerte de letargo quietista, que la mantiene alejada de toda influencia sobre el mundo profano, la cultura, el orden temporal en su conjunto, una Iglesia que reza, pero que no obra. Gogol había comparado la Iglesia de occidente con Marta, la activa, y la de Oriente con María, la contemplativa, comparación bien en favor del Oriente. Soloviev las compara también, pero mostrando cierta preferencia por el catolicismo. Refiriéndose a ello, trae a colación una hermosa leyenda rusa, la de San Nicolás y San Casiano”.

## Soloviev y la Iglesia Católica
En 1969, en la quinta conferencia del ciclo “La profecía y el fin de los tiempos”, Leonardo Castellani se refirió a Soloviev como un filósofo “que luchó casi toda su vida por la unión, o por la reunión, de la Iglesia Ortodoxa Rusa con la Romana, y entró en esta última, en la Iglesia Romana, antes de morir en 1899”, y que murió “después de haber sido perseguido rudamente por su propia Iglesia, y de no haberle hecho mucho caso. Prácticamente católico desde que escribió Rusia y la Iglesia Universal, apología del Papado, uno de sus mejores libros”.
Como cierre de la Introducción de Rusia y la Iglesia Universal, Soloviev destaca en una nota bene su filiación con la Iglesia ortodoxa oriental o greco-rusa, hecho que no le impidió reconocer tanto la primacía petrina como la primacía papal:
“Como miembro de la verdadera y venerable Iglesia ortodoxa oriental o greco-rusa que no habla por sínodos anticanónicos ni por empleados del poder secular, sino por la voz de sus grandes Padres y Doctores, reconozco como juez supremo en materia de religión a aquel que fue reconocido como tal por san Ireneo, san Dionisio el Grande, san Atanasio el Grande, san Juan Crisóstomo, san Cirilo, san Flaviano, el Bienaventurado Teodoreto, san Máximo Confesor, san Teodoro Estudita, san Ignacio, etc., a saber: el apóstol Pedro, que vive en sus sucesores y que no oyó en vano las palabras del Señor ‘Tú eres Pedro, y sobre esta piedra edificaré mi Iglesia. Confirma a tus hermanos. Apacienta mis ovejas, apacienta mis corderos’».
En 1896, Soloviev fue recibido en el seno de la Iglesia Católica por el padre Nikolái Tolstoi, sacerdote católico de rito oriental. Recibió la comunión de manos de este sacerdote, luego de haber leído ante él la profesión de fe tridentina y su aceptación del primado e infalibilidad del papa, acto que se realizó en presencia de testigos, en la capilla Nuestra Señora de Lourdes de Moscú, el 18 de febrero de 1896, el segundo domingo de cuaresma. No hubo abjuración propiamente dicha, ya que consideraba que no tenía nada de qué abjurar. Alfredo Sáenz señala que “su ingreso a la Iglesia Católica no constituyó para él un movimiento centrífugo respecto de la Ortodoxia, una especie de traición a la misma, sino más bien un movimiento centrípeto, ya que al hacerlo juzgaba estar llevando a su plenitud las aspiraciones más profundas y nobles de la Ortodoxia”. Soloviev no se consideraba a sí un converso al catolicismo, sino que siendo fiel a la fe verdaderamente ortodoxa, reconocía el primado de Pedro y a Roma como centro del cristianismo universal. Antes de su muerte, Soloviev se confesó y comulgó de manos de un sacerdote ortodoxo y sus exequias se realizaron en una iglesia ortodoxa y de acuerdo al ritual ortodoxo.
Con su mirada puesta en Roma, defendiendo los derechos superiores del papado y aceptando la integridad de la doctrina católica, infalibilidad del papa incluida, Soloviev siguió adhiriendo a la Ortodoxia, hasta en la práctica de los sacramentos. Se fundaba en la validez de las ordenaciones sacerdotales conferidas por la Iglesia rusa, que Roma siempre había reconocido, y en la ausencia de toda condenación explícita pronunciada por Roma contra el conjunto de la Iglesia rusa, ya que la separación de esta última no había sido un acto formal y expreso de cisma sino una situación de hecho, consecuencia y derivación del cisma de Bizancio, tema desarrollado en extenso en Rusia y la Iglesia Universal, especialmente en el Libro Primero. No habiendo existido entre la Iglesia romana y la grecorrusa ruptura formal y verdadera, Soloviev las consideraba en comunidad de fe.

## Valoración
Considerado impulsor de la restauración de la unidad entre las Iglesias cristianas de Oriente y de Occidente, en Rusia y la Iglesia Universal Soloviev estudia las causas que derivaron en la separación entre ellas, y desarrolla tanto la necesidad de restituir la unión como las principales condiciones en que podría llevarse a cabo. Su trabajo constituye una contribución al ecumenismo, con postulados fundamentados desde la historia de la Iglesia, la filosofía y la teología. Asimismo, en esta obra Soloviev expone diversos argumentos en favor de la legitimidad del primado de Pedro y del primado papal.
Michel d’Herbigny considera a Rusia y la Iglesia Universal una de las mayores contribuciones de Soloviev al cristianismo. Para él, Soloviev prefirió hasta el fin de sus días esta obra por sobre otras, ya que la causa de la unión de las iglesias cristianas de Oriente y de Occidente animó gran parte de su vida, y con especial intensidad los últimos doce años.

## Citas
- “La ruptura definitiva [con la Iglesia de Occidente] que recién tuvo lugar más tarde, en 1054, no fue por lo demás sino un simple hecho sin carácter alguno de sanción legal y obligatoria, puesto que el anatema de los legados del papa León IX no se dirigía contra la Iglesia Oriental, sino únicamente contra la persona del patriarca Miguel Cerulario y contra los ‘partidarios de su locura’ (locura, a decir verdad, bien manifiesta); y, por su lado, la Iglesia oriental nunca ha podido reunir un concilio ecuménico, el que, según nuestros mismos teólogos, es el único tribunal competente para juzgar nuestras diferencias con el papado”. [Cf. Rusia y la Iglesia Universal, Libro Primero, capítulo III, nota al pie.]

- “La manifiesta imposibilidad de encontrar o de crear en Oriente un centro de unidad para la Iglesia Universal nos impone el deber de buscarlo en otra parte. Ante todo, debemos reconocer lo que en realidad somos: una parte orgánica del gran cuerpo cristiano, y afirmar nuestra íntima solidaridad con nuestros hermanos de Occidente, que poseen el órgano central que nos falta. Este acto moral, acto de justicia y de caridad, sería por sí solo un inmenso progreso para nosotros y la indispensable condición de todo progreso ulterior”. [Cf. Rusia y la Iglesia Universal, Libro Primero, capítulo X, subrayado por el autor.]

- “El mismo Simón Pedro, como persona privada que habla y obra por sus fuerzas naturales y por su entendimiento puramente humano, puede decir y hacer cosas indignas, escandalosas e incluso satánicas. Pero los defectos y pecados personales son pasajeros, mientras que la función social del monarca eclesiástico es permanente. ‘Satanás’ y el ‘escándalo’ han pasado, pero Pedro ha quedado”. [Cf. Rusia y la Iglesia Universal, Libro Segundo, capítulo III.]

- “La Iglesia Universal está basada en la verdad afirmada por la fe. Siendo una la verdad, la fe verdadera debe también serlo. Y como esta unidad de fe no existe actual e inmediatamente en la totalidad de los creyentes (puesto que no son todos unánimes en materia de religión), debe residir en la autoridad legal de un solo jefe, garantizada por la asistencia divina y aceptada por el amor y la confianza de todos los fieles. He aquí la piedra sobre la cual Cristo fundó su Iglesia y las puertas del infierno no prevalecerán contra ella”. [Cf. Rusia y la Iglesia Universal, Libro Segundo, capítulo IV, subrayado por el autor.]

- “Se puede pensar y decir lo que se quiera de la Iglesia romana y del papado; nosotros mismos estamos muy lejos de ver o de buscar en ellos la perfección lograda, el ideal realizado. Sabemos que la piedra de la Iglesia no es la Iglesia, que el fundamento no es el edificio, que el camino no es la meta. Todo lo que decimos es que el papado es el único poder eclesiástico internacional e independiente, la única base real y permanente para la acción universal de la Iglesia. Este es un hecho incontestable y él basta para hacer reconocer en el papa al único depositario de los poderes y privilegios que san Pedro recibió de Cristo”.[Cf. Rusia y la Iglesia Universal, Libro Segundo, capítulo X, subrayado por el autor.]

- “Pero si en Dios la forma de la unidad trinitaria existe actualmente desde toda la eternidad, en la Iglesia solo se realiza gradualmente. De ahí que haya, no solamente diferencia sino hasta cierto contraste entre la Trinidad divina y la Trinidad social. El dato primitivo de la existencia divina es la unidad absoluta, cuyo despliegue inmediato, perfecto y por ende eterno, es la Trinidad. Por el contrario, el dato primitivo de la Iglesia es la pluralidad indeterminada de la humanidad natural caída. En el ser divino la Trinidad es la forma en que se extiende y despliega la unidad absoluta y positiva; en el ser social del género humano, la Trinidad es la forma en que la pluralidad indeterminada de elementos particulares queda reducida a unidad sintética. Así, el desenvolvimiento de la Iglesia es un proceso de unificación, en relación, idealmente fija pero en realidad variable, entre la unidad de derecho y la pluralidad de hecho, lo cual supone dos operaciones principales: la centralización graduada del cuerpo eclesiástico dado y la acción unificante y sintética de la Iglesia centralizada, que tiende a incorporar a la humanidad entera”. [Cf. Rusia y la Iglesia Universal, Libro Tercero, capítulo X, subrayado por el autor.]

## Ediciones en castellano
Soloviev, Vladimir, Rusia y la Iglesia Universal, Buenos Aires, Editorial Santa Catalina, 1936.
Soloviev, Vladimir, Rusia y la Iglesia Universal, Madrid, Ediciones y Publicaciones Españolas, 1946.
Soloviev, Vladimir, Rusia y la Iglesia Universal. Independently published (Amazon), 2021. ISBN 979-8494877192 y ISBN  979-8498887951.